# خاسپولاد اوبا
خاسپولاد اوبا (به ترکی آذربایجانی: Xaspoladoba) یک منطقه مسکونی در جمهوری آذربایجان است که در شهرستان خاچماز واقع شده است. خاسپولاد اوبا ۱۸۳۷ نفر جمعیت دارد.